# Amphinemura guizhouensis
Amphinemura guizhouensis är en bäcksländeart som beskrevs av Li, W. och Ding Yang 2006. Amphinemura guizhouensis ingår i släktet Amphinemura och familjen kryssbäcksländor. Inga underarter finns listade i Catalogue of Life.